# Гидроксистероид дегидрогеназа
Гидроксистероид дегидрогеназа (3α-гидроксистероиддегидрогеназа, 3α-HSD или альдо-кето редуктаз семейства 1 член C4) - это фермент, который у людей кодируется геном AKR1C4. Известно, что он необходим для синтеза эндогенных нейростероидов аллопрегнанолона, тетрагидродеоксикортизола и 3α-андростандиола. Известно также, что он катализирует обратимое превращение 3α-андростандиола (5α-андростан-3α,17β-диол) в дигидротестостерон (ДГТ, 5α-андростан-17β-ол-3-он) и наоборот.
1. 1 2 3  GRCh38: Ensembl release 89: ENSG00000198610 - Ensembl, May 2017
2. 1 2 3  GRCm38: Ensembl release 89: ENSMUSG00000021210 - Ensembl, May 2017
3. ↑  Ссылка на публикацию человека на PubMed: Национальный центр биотехнологической информации, Национальная медицинская библиотека США.
4. ↑  Ссылка на публикацию мыши на PubMed: Национальный центр биотехнологической информации, Национальная медицинская библиотека США.